# Katanga-Diademmeerkatze
Die Katanga-Diademmeerkatze (Cercopithecus mitis opisthostictus) ist eine Unterart der in Afrika weit verbreiteten Diademmeerkatze. Sie hat das größte Verbreitungsgebiet aller Unterarten. Es liegt im südöstlichen Kongobecken und umfasst die ehemalige kongolesische Provinz Katanga, sowie den Norden von Sambia. Die nördliche Grenze des Verbreitungsgebietes ist der Lukuga, der einzige Abfluss des ostafrikanischen Tanganjikasees, die östliche Grenze stellt der See, sowie die Flüsse Chambeshi und Lunsemfwa in Sambia dar, nach Westen reicht das Verbreitungsgebiet eventuell bis zum Kasai und zum oberen Sambesi und nach Süden reicht es bis ins mittlere Sambia.

## Merkmale
Wie fast alle Diademmeerkatzen ist die Katanga-Diademmeerkatze eine relativ große Affenart. Genaue Angaben zur Körpergröße und zum Gewicht liegen jedoch nicht vor. Der Rumpf ist hellgrau gefärbt, die Oberseite des Kopfes und der Nacken sind schwarzgrau oder schwärzlich. Der Bauch, die Arme und der hintere Schwanzabschnitt sind schwarz oder schwärzlich. Die Unterseite des Schwanzes zeigt manchmal eine leicht rötliche Tönung, besonders bei Jungtieren. Die Beine sind dunkelgrau, die Füße sind schwarz. Ähnlich wie bei der Brazzameerkatze (C. neglectus) und der Eulenkopfmeerkatze (C. hamlyni) ist das Rückenfell außerordentlich weich. Der dunkelgrau gefärbte Backenbart ist lang und reicht bis zu den Schultern.  Die Kehle ist weiß.

## Lebensraum und Lebensweise
Die Katanga-Diademmeerkatze kommt in vielen Waldtypen vor, hauptsächlich jedoch in Tieflandwäldern, Miombowäldern, Sumpfwäldern und Galeriewäldern, wobei Steppen, Savannen, Buschland und offene Wälder als Verbreitungsbarriere wirken. Ihre Lebensweise, ihre Ökologie und ihr Verhalten wurde bisher nicht genauer erforscht. Wahrscheinlich ist dies mit den übrigen Unterarten der Diademmeerkatze vergleichbar.

## Systematik
Die Katanga-Diademmeerkatze wurde 1894 durch den britischen Zoologen William Lutley Sclater erstmals wissenschaftlich beschrieben. Sie gilt heute allgemein als Unterart der Diademmeerkatze, die zusammen mit der Großen Weißnasenmeerkatze (C. nictitans) und der als eigenständige Art nicht allgemein anerkannten Weißkehlmeerkatze (C. albogularis) die nictitans-Artengruppe innerhalb der Gattung der Meerkatzen (Cercopithecus) bildet. Die Katanga-Diademmeerkatze unterscheidet sich jedoch durch ihren Karyotyp von allen anderen Unterarten der Diademmeerkatze (2n = 70 Chromosomen vs. 2n = 72 Chromosomen) und auch ihre Stellung im nachfolgenden Kladogramm nach Zinner und Mitarbeitern (2022) zeigt, dass sie sich von den übrigen Diademmeerkatzen und der Weißkehlmeerkatze deutlich unterscheidet.
|  | C. m. opisthostictus |
|  | |
|  | \| \| Große Weißnasenmeerkatze (C. nictitans) \| \| \| \| \| \| C. m. mitis (Nominatform der Diademmeerkatze) \| \| \| \| |
|  | |
|  | Große Weißnasenmeerkatze (C. nictitans)                                                                                   |
|  | |
|  | C. m. mitis (Nominatform der Diademmeerkatze)                                                                             |
|  | |

|  | Große Weißnasenmeerkatze (C. nictitans)       |
|  |                                               |
|  | C. m. mitis (Nominatform der Diademmeerkatze) |
|  |                                               |

|  | C. m. opisthostictus |
|  | |
|  | \| \| Große Weißnasenmeerkatze (C. nictitans) \| \| \| \| \| \| C. m. mitis (Nominatform der Diademmeerkatze) \| \| \| \| |
|  | |
|  | Große Weißnasenmeerkatze (C. nictitans)                                                                                   |
|  | |
|  | C. m. mitis (Nominatform der Diademmeerkatze)                                                                             |
|  | |

|  | Große Weißnasenmeerkatze (C. nictitans)       |
|  |                                               |
|  | C. m. mitis (Nominatform der Diademmeerkatze) |
|  |                                               |

Der britische Zoologe Jonathan Kingdon behandelt die Katanga-Diademmeerkatze im Primatenband seines Standardwerks über die Säugetiere Afrikas im Kapitel über die nictitans-Artengruppe als eigenständige Art. Wenige Seiten weiter wird sie jedoch wieder als Unterart der Diademmeerkatze gelistet.

## Gefährdung
Die Katanga-Diademmeerkatze hat das größte Verbreitungsgebiet aller Unterarten der Diademmeerkatze und gilt als ungefährdet. Wie fast alle afrikanischen Affenarten wird sie zur Gewinnung von Bushmeat vom Menschen gejagt. Sie kommt in den Nationalparks Upemba und Kundelungu in der Demokratischen Republik Kongo und in den Nationalparks Nsumbu, Mweru-Wantipa, Kafue und Kasanka in Sambia vor.